# San Jose (Romblon)
San Jose (Bayan ng San Jose) är en kommun i Filippinerna. Kommunen tillhör provinsen Romblon och ligger på ön med samma namn. Folkmängden uppgår till 8 226 invånare.
San Jose är indelat i 5 barangayer.